# Márcia (avó de Júlio César)
Márcia foi a avó paterna de Júlio César. Ela descendia do rei de Roma Anco Márcio.
De acordo com o genealogista inglês William Berry, ela se casou com Caio Júlio César, o avô do ditador, e teve dois filhos, Caio Júlio César e Júlia. Ela era filha de Quinto Márcio Rex,, cônsul em 118 a.C. e descendente de Anco Márcio, e que pertencia à família dos Márcios Rex.
Seu filho Caio Júlio César casou-se com Aurélia Cota e teve duas filhas, Júlia Maior, que se casou com Lúcio Pinário  e com Quinto Pédio, e Júlia Menor, avó do futuro imperador Augusto, e um filho Júlio César.[carece de fontes?] Ele morreu quando Júlio César tinha dezesseis anos.
Sua filha Júlia foi a mãe de Caio Mário, o Jovem, filho  de Caio Mário.
William Smith inclui Sexto Júlio César, que foi cônsul romano em 91 a.C., como outro filho de Caio e Márcia.